# Яманака, Синсукэ
Синсукэ Ямана́ка (яп. 山中 慎介; род. 11 октября 1982 года в Кумамото, Япония) — японский боксёр-профессионал, выступающий в легчайшей весовой категории (англ. Bantamweight (53.5 kg)).
Среди профессионалов бывший чемпион мира по версии WBC (2011—2017) в легчайшем весе.

## Профессиональная карьера
Яманака дебютировал на профессиональном ринге в 2006 году в первом легчайшем весе. Сразу проводил бои против более опытных боксёров, и вначале карьеры провёл несколько спорных боёв. В двух была зафиксирована ничья, а несколько были выиграны спорным судейским решением Проводил бои с невысокой периодичностью как для начинающего боксёра.
В ноябре 2009 года в своём 12-м поединке нокаутировал в первом раунде непобеждённого соотечественника, Юту Уэтани (9-0-1).
20 июня 2010 года нокаутировал в 7-м раунде японца Микио Ясуду и завоевал титул чемпиона Японии в первом легчайшем весе.
В марте 2011 года нокаутировал в 10-м раунде непобеждённого соотечественника Рёсукэ Иваса (8-0) и защитил титул чемпиона Японии.
6 ноября 2011 года нокаутировал мексиканца Кристьяна Эскуивела (24-2) и завоевал вакантный титул чемпиона мира по версии WBC в легчайшей весовой категории.
В апреле 2012 года первую защиту титула провёл против известного боксёра из Армении Вика Дарчиняна. Синсукэ Яманака победил Дарчиняна по очкам.
3 ноября 2012 года во второй защите титула нокаутировал мексиканца, бывшего чемпиона мира Томаса Рахоса.
В 2014 году защитил титул, победив бывшего чемпиона мира, тайца, Срисакета сор Рунгвисаи.
В апреле 2015 года, в 8-й защите титула, нокаутировал небитого ранее аргентинца, Диего Рикардо Сантиллана (23-0).
22 сентября 2015 года, в 9-й защите титула WBC, Яманака победил раздельным решением судей, бывшего чемпиона мира, 30-и летнего панамца, Ансельмо Морено.
В марте 2016 года Яманака победил по очкам бывшего чемпиона мира, венесуэльца, Либорио Солиса. Яманака дважды побывал в нокдауне в этом бою, но смог уверенно победить, отправив так же дважды на настил и самого Солиса.
15 августа 2017 года Яманака уступил техническим нокаутом в четвёртом раунде мексиканцу, Луису Нери тем самым потерпев первое поражение в карьере и утратил пояс чемпиона мира по версии WBC, которым владел почти шесть лет.
1 марта 2018 года Яманака уступил техническим нокаутом во втором раунде в бою-реванше мексиканцу, Луису Нери. Потерпел второе поражение в карьере и не сумел вернуть вакантный пояс чемпиона мира по версии WBC. Пояс стоял на кону только для Яманаки так как Нери не смог уложиться в весовой лимит.

## Факты
- С апреля 2015 года входит в рейтинг лучших боксёров вне зависимости от весовой категории по версии журнала The Ring (лучшая позиция — 8 место).
- Победил шестерых чемпионов мира: Вика Дарчиняна, Томаса Рахоса, Малькома Турахао, Срисакета Сор Рунгвисаи и Ансельмо Морено, Либорио Солиса.